# North Tyneside
North Tyneside és un districte metropolità del comtat de Tyne and Wear, al nord-est d'Anglaterra (Regne Unit). La seu de l'ajuntament es troba a la ciutat de Wallsend.